# Thurnerschlag
Thurnerschlag ist ein Ort im Mühlviertel Oberösterreichs wie auch Ortschaft der Gemeinde Helfenberg im Bezirk Rohrbach. Bis Ende 2018 gehörten Teile davon zur aufgelösten Gemeinde Ahorn.

## Geographie
Der Ort befindet sich etwa 30 km nordwestlich von Linz, 25½ km westlich von Freistadt, zwischen Rohrbach und Bad Leonfelden, 13 km von ersterem und 10 km von zweiterem entfernt.
Thurnerschlag liegt in den Südlichen Böhmerwaldausläufern zwischen dem Schallenwald südlich und dem Zölsenberg (765 m ü. A.) im Norden.
Der Ort Helfenberg ist 1 km nordwestlich, Ahorn 2 km südöstlich. Schallenwald–Zölsenberg bilden den Rücken zwischen Steinerner Mühl bei Helfenberg, und Altenschläger Bach östlich. Erstere fließt zuerst südwestwärts und später nordwestwärts der Großen Mühl zu, letzterer von der Passlandschaft des Trabergs bei Ahorn zuerst nordwärts, das Tal verläuft dann über Vorderweißenbach ostwärts gegen Bad Leonfelden.
Der Ort erstreckt sich über gut 1 km und umfasst knapp 40 Gebäude mit 113 Einwohnern (1. Jänner 2024).
Die Rotte und Ortschaft Thurnerschlag liegt auf um die 700 m ü. A. Höhe entlang der Gemeindestraße, die von Helfenberg zur L1492 Schallenbergstraße (Helfenberg – Ahorn und weiter) nahe der Burg Piberstein führt, rechts im Graben über dem kleinen Helfenbergbach (zur Steinernen Mühl bei Helfenberg). Sie umfasst etwa 25 Gebäude mit 94 Einwohnern (2018).
Die bis Ende 2018 zur Gemeinde Ahorn gehörige Rotte gehört seither ebenfalls zur Ortschaft Thurnerschlag und liegt südlich oberhalb davon auf um die 760 m ü. A.
an der Gemeindestraße, die von der L1492 auf der anderen Seite der Ruine über Geierschlag zur L1491 Vorderweißenbacher Straße verläuft. Sie umfasst gut zehn Gebäude mit 25 Einwohnern (2018). Hier schließen Häuser des Helfenberger Orts Altenschlag unmittelbar an.
Zwischen den beiden Ortsteilen selbst gibt es keine direkte Straßenverbindung.
| Helfenberg (Helfenberg) (O, Gem. Helfenberg) |                                             | Mühlholz (O, Gem. Helfenberg u. Vorderweißenbach)                      |
| Piberberg (Gem. Helfenberg)                  | Kompassrose, die auf Nachbargemeinden zeigt | Altenschlag (O, Gem. Helfenberg u. Vorderweißenbach, Bez. Urfahr-Umg.) |
| Piberstein (O, Gem. Helfenberg)              |                                             | Ahorn (O, Gem. Helfenberg)                                             |